# جبل درسة

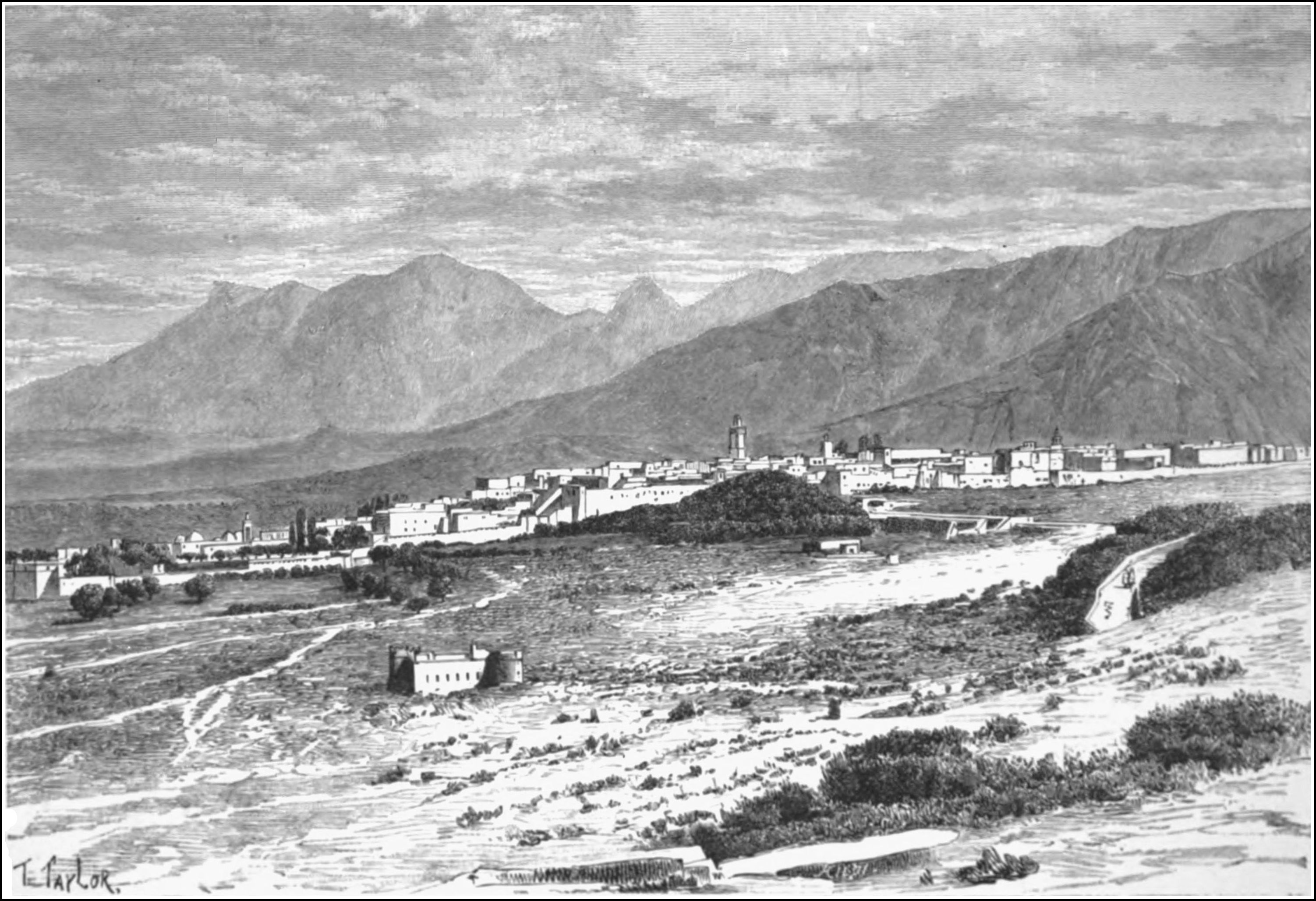

جبل درسة هو جبل يوجد في غرب تطوان المعروف ب «جبل درسة» وهو عبارة عن جبل به أشجار الصنوبر والصخور، بدأت تقطنه الناس في أواخر القرن 20 أي ما بين " 1920 " " 1925 " حيث شيّدت به كثير من البنايات المتلاصقة فيما بينها ومن أهم أحيائها هي
- حي سيدي طلحة أو عين سيدي طلحة النابع من جبل درسة
- حي الإشارة وهو عبارة عن حي مائل به حولي 2000 نسمة
- حي ربع ساعة وهو حي صغير تحت حي لاشارة وبه حوالي 1000 نسمة تقريبا
- حي ديور مخزن، حيث أن معظم سكانه كان من العسكر وتزايد عدد سكانه في الوقت الحالي كما اتسعت مساحته لتصبح به مجموعة من المرافق العمومية.